# Bevasiranib
Bevasiranib war ein experimenteller Wirkstoff aus der Gruppe der RNAi-Therapeutika. Er ist chemisch eine sogenannte siRNA und einer der ersten an Patienten getesteten Wirkstoffe dieser Stoffgruppe. Bevasiranib sollte seine Wirkung über eine Stilllegung des Gens für den Vascular Endothelial Growth Factor (VEGF) durch RNA-Interferenz entfalten. Er sollte potenziell als Arzneistoff in der Behandlung der altersbedingten Makuladegeneration eingesetzt werden. Bevasiranib wurde von dem Pharmaunternehmen OPKO entwickelt. OPKO gab jedoch im März 2009 bekannt, dass es die Entwicklung von Bevasiranib abbricht.

## Pharmakologische Eigenschaften

### Wirkungsmechanismus (Pharmakodynamik)
Bevasiranib unterscheidet sich als eine siRNA von konventionellen niedermolekularen und proteinischen Wirkstoffen. Es macht sich den zelleigenen Mechanismus der RNA-Interferenz zunutze und hemmt die Aktivierung des VEGF-Gens. Als Folge wird weniger VEGF-Protein am Verabreichungsort gebildet. Im Gegensatz zu anderen VEGF-Inhibitoren, wie Bevacizumab und Ranibizumab, blockiert Bevasiranib nicht direkt das Wachstumsfaktor-Protein. Bevasiranib hat somit keine sofortige Wirkung, da erst bereits vorhandenes VEGF abgebaut werden muss.
Im Tierexperiment hemmt Bevasiranib die für die altersbedingte Makuladegeneration verantwortliche Neovaskularisation der Netz- und Aderhaut des Auges.

### Aufnahme und Verteilung im Körper (Pharmakokinetik)
Nach einer intravitrealen Injektion in den Glaskörper des Auges verteilt sich Bevasiranib im Tierexperiment in die Iris, die Sklera und insbesondere in die Netzhaut. Die höchste Konzentration wird in den Zielgeweben nach 24 bis 72 Stunden erreicht. Die Halbwertzeit im Auge liegt zwischen 50 und 80 Stunden.

## Geschichte
Bevasiranib war die erste siRNA, die an Patienten in klinischen Studien der Phase III getestet wurde. Die erste Phase-III-Studie, die sogenannte COBALT-Studie (Combining-Bevasiranib-And-Lucentis-Therapy-Studie) wurde abgebrochen, nachdem klar wurde, dass das Studienziel nicht erreicht werden kann.